# Silvio Parodi
Silvio Parodi Ramos (3 listopada 1931 w Luque, zm. 9 października 1989) – paragwajski piłkarz, napastnik (prawoskrzydłowy). Później trener. Brat José Parodiego.

## Życiorys
Jako piłkarz klubu Sportivo Luqueño wziął udział w turnieju Copa América 1953, gdzie Paragwaj zdobył tytuł mistrza Ameryki Południowej. Parodi zagrał tylko w jednym meczu – decydującym o mistrzowskim tytule barażu z Brazylią, gdzie zastąpił na boisku Atilio Lópeza.
Po mistrzostwach kontynentalnych grał w Brazylii, w klubie CR Vasco da Gama. Następnie przeniósł się do Europy, gdzie pomógł włoskiemu klubowi ACF Fiorentina dotrzeć do finału Pucharu Mistrzów w sezonie 1956/57. W Fiorentinie rozegrał łącznie 7 meczów i zdobył 2 bramki.
Po powrocie do Ameryki Południowej wziął udział w turnieju Copa América 1959, gdzie Paragwaj zajął trzecie miejsce. Parodi zagrał w czterech meczach – z Urugwajem (wszedł na boisko za Juana Cañete), Argentyną (wszedł na boisko za Juana Cañete i zdobył honorową bramkę), Brazylią (wszedł na boisko za Juana Cañete i zdobył honorową bramkę) i Peru (zmienił na boisku Benigno Gilberto Penayo).
W tym samym roku wziął udział w ekwadorskim turnieju Copa América 1959, gdzie Paragwaj zajął ostatnie, piąte miejsce. Parodi zagrał we wszystkich czterech meczach – z Brazylią (zdobył 2 bramki), Argentyną, Urugwajem (zdobył bramkę) i Ekwadorem. Jako zdobywca 3 goli był najlepszym strzelcem reprezentacji w turnieju.
W latach 1961–1962 grał w hiszpańskim klubie Racing Santander, w którym rozegrał 12 meczów i zdobył 3 bramki.
Parodi grał także w Kolumbii – razem z klubem Millonarios FC wziął udział w turnieju Copa Libertadores 1964.
Po zakończeniu kariery piłkarskiej Parodi został trenerem – kierował m.in. zespołem argentyńskiego klubu River Plate. Później poprowadził reprezentację Paragwaju podczas turnieju Copa América 1987. Występ był kompletnie nieudany – kierowany przez Parodiego zespół zremisował 0:0 z Boliwią i przegrał aż 0:3 z Kolumbią, zajmując w swojej grupie ostatnie miejsce.